# White Cart Water
White Cart Water är ett vattendrag i Storbritannien.   Det ligger i riksdelen Skottland, i den centrala delen av landet, 600 km nordväst om huvudstaden London.